# Igreja de Nossa Senhora do Amparo (Diamantina)
A Igreja Nossa Senhora do Amparo é um templo católico de Diamantina, Minas Gerais, sendo uma das mais antigas da cidade. Igreja histórica, datada de provavelmente 1728. e construída por negros membros de uma irmandade, é considerada um importante ponto turístico da cidade.